# Ordine del Leone di Zähringen
L'Ordine del Leone di Zähringen (in tedesco Orden vom Zähringer Löwen) fu un ordine cavalleresco fondato nel 1812 nell'ambito del Granducato di Baden.

## Storia
L'Ordine venne fondato il 26 dicembre 1812 del Granduca Carlo II di Baden, in memoria dei Duchi di Zähringen dai quali discendeva.
L'Ordine disponeva di cinque classi di benemerenza:
- Cavaliere di Gran Croce
- Commendatore di I Classe
- Commendatore di II Classe
- Cavaliere di I Classe
- Cavaliere di II Classe

## Insegne
Le insegne dell'ordine consistevano in una croce greca smaltata di verde bordata d'oro, ove tra un braccio e l'altro si trovano delle decorazioni in oro. Il medaglione centrale, bordato d'oro a sfondo bianco, riporta lo stemma degli Zähringer, attorno al quale si trova il motto dell'Ordine "FÜR EHRE UND WAHRHEIT" ("Per onore e verità"). Sul retro, si trova il leone, simbolo degli Zähringer, su sfondo smaltato di rosso.
Il nastro dell'ordine è verde con una banda giallo-arancio su ciascun lato.
Per speciali riconoscimenti, la medaglia poteva essere corredata da una corona d'alloro e dal 1866 vi furono aggiunte anche due spade incrociate dietro la croce per la concessione dell'onorificenza ai militari. La corona d'alloro, inoltre, portava anche l'iniziale "L", la quale decadde a partire dalla riforma dello statuto del 1866.
In casi eccezionali, la medaglia venne anche concessa con diamanti e pietre preziose. Essi erano:
- 1815 Reinhard von Berstett, Ministro del Baden
- 1856 Conte von Keller, Maresciallo e Hausmarschall del Regno di Prussia
- 1856 Heinrich von Pückler, Maresciallo del Regno di Prussia
- 1857 Conte von Severine, diplomatico dell'Impero russo
- 1861 Williamoff, Generale dell'Impero di Russia
- 1863 Conte Stroganoff, Maniscalco dell'Impero di Russo
- 1875 August von Werder, Generale prussiano
- 1889 Moritz von Cohn, banchiere

## Fonti
- Brockhaus' Konversations-Lexikon. Leipzig 1908
- Badens Orden, Henning Volle, Freiburg im Breisgau 1976
- Order of the Zähringer Lion on Stadtwiki Karlsruhe